# Drepanulatrix carnearia
Drepanulatrix carnearia là một loài bướm đêm trong họ Geometridae.